# Hromada
hromada (tiếng Ukraina: територіальна громада, đã Latinh hoá: terytorialna hromada, n.đ. 'cộng đồng lãnh thổ') là đơn vị cơ bản trong phân cấp hành chính Ukraina, tương đương khu tự quản. Đơn vị này được hình thành theo quyết định của Chính phủ Ukraina vào ngày 12 tháng 6 năm 2020. Các thuật ngữ tương tự tồn tại ở Ba Lan (gromada) và tại Belarus (hramada). Dịch nghĩa đen của thuật ngữ là "cộng đồng", tương tự các thuật ngữ được dùng tại Tây Âu như Đức (Gemeinde), Pháp (commune) và Ý (comune).

## Lịch sử
Trong lịch sử Ukraina và Belarus,  hromada ban đầu xuất hiện để chỉ các cộng đồng làng, được tụ họp để thảo luận và giải quyết vác vấn đề hiện tại. Đến thế kỷ 19, có một số tổ chức chính trị có cùng tên, đặc biệt tại Belarus.
Trước năm 2020, các đơn vị cơ bản của phân cấp hành chính Ukraina là các hội đồng thôn, hội đồng khu định cư và hội đồng thành phố, thường được gọi bằng thuật ngữ chung hromada.
Hiến pháp Ukraina và một số luật khác như "luật về quyền tự quản địa phương" ủy quyền một số quyền lợi và nghĩa vụ nhất định cho các hromada. Các loại hromada gồm có thành phố, khu định cư kiểu đô thị, khu định cư nông thôn và làng. Trong dự thảo sửa đổi hiến pháp vào tháng 6 năm 2014, Tổng thống Petro Poroshenko đề xuất thay đổi phân cấp hành chính Ukraina, theo đó ông nhận thấy cần bao gồm oblast, raion và hromada.

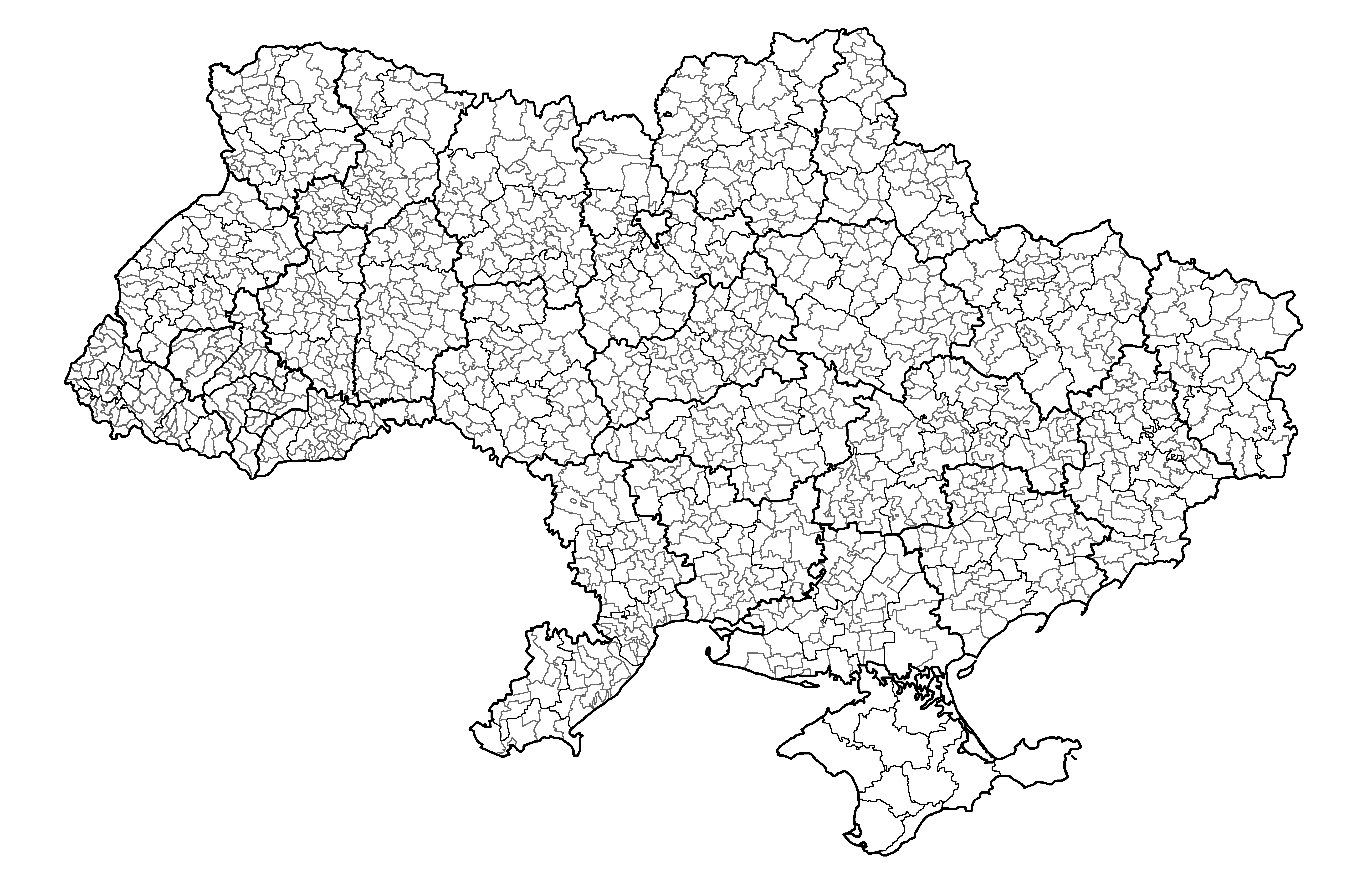
Các hromada của Ukraina vào năm 2020 (raion tại Krym)

Ngày 5 tháng 2 năm 2015, Verkhovna Rada (nghị viện Ukraina) phê chuẩn luật "Về sự liên kết tự nguyện của các cộng đồng lãnh thổ". Luật tạo ra các "hromada hỗn hợp" mới, theo đó nhiều loại hromada khác nhau, bao gồm hội đồng khu định cư, hội đồng nông thôn và các thành phố quan trọng cấp huyện có thể sáp nhập thành một đơn vị hành chính thống nhất mới. Các cuộc bầu cử địa phương mới tại các cộng đồng lãnh thổ thống nhất mới này được tổ chức kể từ đó.
Ngày 12 tháng 6 năm 2020, Chính phủ Ukraina lập ra đơn vị cơ bản của phân cấp hành chính Ukraina trên toàn lãnh thổ ngoại trừ Krym. Toàn bộ các hromada hỗn hợp lập trước đó, cũng như các hromada tồn tại từ trước, được gộp thành các đơn vị mới gọi đơn giản là hromada hay cộng đồng lãnh thổ.

## Nhiệm vụ
Mỗi hromada thực thi hai loại nhiệm vụ là tự thân và được ủy quyền. Các nhiệm vụ tự thân là các nhiệm vụ công được thi hành theo chế độ tự quản, nhằm đáp ứng nhu cầu của cộng đồng. Các nhiệm vụ có thể làm hai loại:
- Nghĩa vụ – nhà chức trách không thể từ chối thực thi nhiệm vụ, và cần thiết phải lập ngân sách để thực thi chúng nhằm cung cấp cho cư dân các lợi ích công cộng cơ bản
- Tùy chọn – nhà chức trách có thể thực thi chúng phù hợp với ngân sách sẵn có, chỉ được đặt ra theo các nhu cầu cụ thể của địa phương (theo trách nhiệm và ngân sách riêng của hromada).

Các mục tiêu cấp cao tự thân gồm các vấn đề như hài hòa không gian, quản lý bất động sản, bảo vệ môi trường và bảo tồn thiên nhiên, quản lý nguồn nước, đường nông thôn, phố công cộng, cầu, quảng trường và hệ thống giao thông, hệ thống nước thải, xử lý rác thải đô thị, duy trì trật tự và vệ sinh, cung cấp điện năng cùng nhiệt năng và khí đốt, hỗ trợ gia đình, chăm sóc y tế và pháp lý, cùng các vấn đề khác.